# Ağaçlar Ayakta Ölür
Ağaçlar Ayakta Ölür è un film per la televisione turco del 2000 diretto da Kamil Renklidere per Show TV.